# Coppa del Mondo di bob 2026
La Coppa del Mondo di bob 2026 sarà la quarantaduesima edizione del massimo circuito mondiale del bob, competizione organizzata annualmente dalla Federazione Internazionale di Bob e Skeleton (IBSF). La Coppa del Mondo inizierà il 17 novembre 2025 a Cortina d'Ampezzo e si concluderà il 18 gennaio 2026 ad Altenberg, svolgendosi come di consueto in parallelo alla Coppa del Mondo di skeleton.
Come negli anni precedenti, la Coppa del Mondo prevede gare di monobob (donne), gare di bob a due (donne e uomini) e gare di bob a quattro (uomini).
Il momento clou della stagione, dopo la conclusione della Coppa del Mondo, saranno le Olimpiadi invernali di Milano-Cortina 2026, in cui le gare di bob si svolgeranno a Cortina d'Ampezzo.

## Calendario delle competizioni
| #                                                                                  | Data                              | Paese    | Posizione         | Luogo della competizione                     | Donne   | Donne   | Uomini  | Uomini  |
| #                                                                                  | Data                              | Paese    | Posizione         | Luogo della competizione                     | Monobob | Bob a 2 | Bob a 2 | Bob a 4 |
| ---------------------------------------------------------------------------------- | --------------------------------- | -------- | ----------------- | -------------------------------------------- | ------- | ------- | ------- | ------- |
| 1                                                                                  | 17-23 novembre 2025               | Italia   | Cortina d'Ampezzo | Pista olimpica Eugenio Monti                 | ●       | ●       | ●       | ●       |
| 2                                                                                  | 24-30 novembre 2025               | Austria  | Innsbruck-Igls    | Pista olimpica di Igls                       | ●       | ●       | ●       | ●       |
| 3                                                                                  | 8-14 dicembre 2025                | Norvegia | Lillehammer       | Lillehammer Olympiske Bob e Akebane          | ●       | ●       |         | ●●      |
| 4                                                                                  | 15-21 dicembre 2025               | Lettonia | Sigulda           | Pista di bob, slittino e skeleton di Sigulda | ●       | ●       | ●●      |         |
| 5                                                                                  | 29 dicembre 2025 – 4 gennaio 2026 | Germania | Winterberg        | Veltins Ice Arena                            | ●       | ●       | ●       | ●       |
| 6                                                                                  | 5–11 gennaio 2026                 | Svizzera | Sankt Moritz      | Olympia Bobrun St. Moritz-Celerina           | ●       | ●       | ●       | ●       |
| 7                                                                                  | 12-18 gennaio 2026                | Germania | Altenberg         | Pista per slittino e bob di Altenberg        | ●       | ●       | ●       | ●       |
| Dal 6 al 22 febbraio 2026 – Olimpiadi invernali 2026 in Italia a Cortina d'Ampezzo |                                   |          |                   |                                              |         |         |         |         |

Le gare finali della Coppa del Mondo di bob erano originariamente previste a marzo sulla pista di ghiaccio artificiale sul Königssee dopo le Olimpiadi invernali. Tuttavia, la riapertura della pista è stata posticipata di un anno, cosicché l'IBSF ha deciso di annullare l'ultima tappa della Coppa del Mondo di bob, organizzando così solo sette tappe invece delle consuete otto.